# Halle- och Hunnebergs rasbranter
Halle- och Hunnebergs rasbranter är ett naturreservat i Halleberg och Hunneberg i nordvästra Västergötland. Det är beläget i Västra Tunhems och Vänersnäs socknar i Vänersborgs kommun, Flo socken i Grästorps kommun samt Väne-Åsaka och Norra Björke socknar i Trollhättans kommun.

## Naturen
Halle- och Hunnebergsbrantens ekosystem innehåller det vanliga barrskogsekosystemet med inslag av lövträd, som björk, ek, lönn och rönn. Lönn och rönn växer i sluttningen medan ek och björk växer uppe på berget. Fast i en brant som denna är förhållandena inte samma som de är i en vanlig barrskog. Skillnaden är att alla organismer måste kunna växa på berget med dess lutningar. På grund av alla dessa extrema lutningarna så är det bara lavar/mossor.
Floran på Halle- och Hunnebergs branter är "oceaniskt präglad". Detta till exempel kan ses på arterna: jättelav, örtlav och blylav mm. Det finns på klippavsatser där det lyckats att växa lite gräs. Gräset klarar av att växa på avsatserna som är ovanför granarna där solljuset kommer åt. Dessa klippavsatser är mycket bra för häckande fåglar som lätt kan ta skydd från rovdjur som vill åt äggen. Alla klippblock som ligger nedanför branten är ett utmärkt ställe för ormar att vistas. När ormarna ligger där nere så har fåglarna mycket föda. Därför är detta ett mycket bra ställe för rovfåglar som vill häcka, till exempel finns ormvråk i området.
Barrträden tar upp mycket sol som fotosyntesen gör om till energi, detta bidrar till att rötterna sprids utöver ett stort område. Det finns mest barrträd närmast Hunnebergsbranten, det beror på att berget gör det svårt för lövträden eftersom deras rötter måste gå väldigt djupt. Det behövs inte på barrträd där rötterna är väldigt ytliga, bortsett från tallen som kan ha rötter långt ner i marken. Barrträd klarar även av att leva i ett område som är lite försurat. Försurning har varit ett stort problem på både Halle- och Hunneberg. Det finns även idag tecken på försurning, men det är inte längre ett lika stort problem.
På Hunnebergsbranten är skogen orörd och ekosystemet är väldigt komplext när det gäller nedbrytning av skogen. Det är inom de ramarna som den största biologiska mångfalden finns, förutom de rika fågellivet på den lodräta Hallebergsbranten.

## Biologisk mångfald
På grund av att det finns rasslätter har marken varit obrukbar och dessutom otillgänglig för att skogsavverkning, vilket medfört att naturen är orörd av människan, och skogen är väldigt gammal. I gammal skog där träden blir gamla, faller till marken och bryts ner trivs många insekter, skalbaggar, spindlar, sniglar etcetera, även svampar som hjälper till att bryta ner är vanliga. Det bidrar alltså till en stor biologisk mångfald vad gäller småkryp, andra mindre djur, mossor och lavar. Orörd mark har alltid stort biologiskt mångfald och stort biologiskt värde, när det dessutom är ganska så unika rasbranter är de ännu mer värdefulla.
Det hyser även fåglar som häckar i gamla ihåliga träd. I rasbranterna finns också ett stort biologiskt mångfald vad gäller olika mossor. På Hunnebergsbranten i nordläge lever många olika mossor och lavar eftersom det alltid är lite fuktigt och mörkt. Lodräta branter som på Halleberg, hyser över lag ofta många lavar och även mossor om branterna ligger i nordläge. Detta eftersom det ofta sipprar ner vatten på kanterna men aldrig översvämmas. På Hallebergsbranten finns mycket lavar, de branterna ligger i söderläge och får mycket sol och värme på sig. Som ett resultat av det lever ytterst lite, eller nästan ingen mossa alls på de branterna, men desto mer lavar. Båda dessa branter med mossor och lavar har på grund av dess geografiska läge alltså olika många och olika sorters mossor och lavar. Det finns flest olika sorters mossor på Hunnebergsbranten i norrläge, eftersom det där, som tidigare nämnt har ett bättre klimat för mossor, mörkare, kallare och fuktigare.
Branterna står på en kalkgrund och de grunderna har alltid hög bonitet. Många ädellövträd, som lönn och rönn, påträffas längre ner och dessa träd är lite mer kräsna.
Rasbranterna medför många håligheter i marken som man antar uppskattas av mindre däggdjur och kräldjur. Möss, ormar (som äter möss) och igelkottar (som i sin tur äter ormar).

## Jordmån
De båda bergen har funnits under en lång tid och från början låg de under havsytan.
Hunneberg består av fyra olika skikt, underst finns urberg, sedan är det sandsten, skiffer och överst ligger en diabas.

## Vegetationszon
Vegetationzonen som Halle- och Hunneberg ligger i innehåller blandskogar med tall, gran och lövträd (framförallt asp och björk, men även ädellövträd).